# Coupe du monde des nations d'athlétisme 1989
La 5e coupe du monde des nations d'athlétisme s'est déroulée du 8 au 10 septembre 1989 au Stade olympique Lluís-Companys à Barcelone en Espagne.
| Courses: 100 m - 200 m - 400 m - 800 m - 1 500 m - 3 000 m - 5 000 m - 10 000 m Obstacles: 100 m haies - 110 m haies - 400 m haies - 3 000 m steeple Sauts: Hauteur - Longueur - Triple saut - Perche Lancers: Javelot - Disque - Poids - Marteau Relais: 4 × 100 m - 4 × 400 m |

## Résultats
L'Espagne est invitée comme pays organisateur.
| Place     | Pays ou continent  | Points |
| --------- | ------------------ | ------ |
| 1         | États-Unis         | 133    |
| 2         | Europe             | 127    |
| 3         | Royaume-Uni        | 119    |
| 4         | Allemagne de l'Est | 116,5  |
| 5         | Afrique            | 107    |
| 6         | Amériques          | 97     |
| 7         | Asie               | 68,5   |
| 8 ex æquo | Espagne            | 64,5   |
| 8 ex æquo | Océanie            | 64,5   |

| Place | Pays ou continent  | Points |
| ----- | ------------------ | ------ |
| 1     | Allemagne de l'Est | 124    |
| 2     | Union soviétique   | 106    |
| 3     | Amériques          | 94     |
| 4     | Europe             | 89     |
| 5     | États-Unis         | 84,5   |
| 6     | Asie               | 67,5   |
| 7     | Afrique            | 58     |
| 8     | Espagne            | 48     |
| 9     | Océanie            | 40     |

## 100 m
| Rang | Pays ou continent  | Athlète          | Temps   |
| ---- | ------------------ | ---------------- | ------- |
| 1    | Royaume-Uni        | Linford Christie | 10 s 10 |
| 2    | États-Unis         | Leroy Burrell    | 10 s 15 |
| 3    | Europe             | Daniel Sangouma  | 10 s 17 |
| 4    | Afrique            | Olapade Adeniken | 10 s 20 |
| 5    | Océanie            | Tim Jackson      | 10 s 38 |
| 6    | Allemagne de l'Est | Sven Matthes     | 10 s 41 |
| 7    | Espagne            | Javier Arques    | 10 s 48 |
| 8    | Asie               | Mardi Lestari    | 10 s 48 |
| 9    | Amériques          | Joel Isasi       | 10 s 52 |

| Rang | Pays ou continent  | Athlète           | Temps   |
| ---- | ------------------ | ----------------- | ------- |
| 1    | États-Unis         | Sheila Echols     | 11 s 18 |
| 2    | Afrique            | Mary Onyali       | 11 s 23 |
| 3    | Allemagne de l'Est | Silke Möller      | 11 s 24 |
| 4    | Europe             | Laurence Bily     | 11 s 31 |
| 5    | Amériques          | Liliana Allen     | 11 s 34 |
| 6    | Espagne            | Sandra Myers      | 11 s 36 |
| 7    | Union soviétique   | Natalya Voronova  | 11 s 49 |
| 8    | Océanie            | Susanne Broadrick | 11 s 96 |
| 9    | Asie               | Wang Huei-chen    | 11 s 97 |

## 200 m
| Rang | Pays ou continent  | Athlète                 | Temps   |
| ---- | ------------------ | ----------------------- | ------- |
| 1    | Amériques          | Robson Caetano da Silva | 20 s 00 |
| 2    | États-Unis         | Floyd Heard             | 20 s 36 |
| 3    | Afrique            | Olapade Adeniken        | 20 s 38 |
| 4    | Europe             | Stefano Tilli           | 20 s 41 |
| 5    | Royaume-Uni        | Marcus Adam             | 20 s 67 |
| 6    | Allemagne de l'Est | Steffen Bringmann       | 20 s 74 |
| 7    | Océanie            | Tim Jackson             | 20 s 93 |
| 8    | Espagne            | Miguel Angel Gomez      | 20 s 98 |
| 9    | Asie               | Jang Jae-keun           | 21 s 25 |

| Rang | Pays ou continent  | Athlète           | Temps   |
| ---- | ------------------ | ----------------- | ------- |
| 1    | Allemagne de l'Est | Silke Möller      | 22 s 46 |
| 2    | Afrique            | Mary Onyali       | 22 s 82 |
| 3    | Amériques          | Grace Jackson     | 22 s 87 |
| 4    | États-Unis         | Dannette Young    | 23 s 08 |
| 5    | Union soviétique   | Galina Malchugina | 23 s 12 |
| 6    | Europe             | Laurence Bily     | 23 s 20 |
| 7    | Océanie            | Susanne Broadrick | 24 s 05 |
| 8    | Asie               | Zhang Xiaoqiong   | 24 s 25 |
| 9    | Espagne            | Blanca Lacambra   | 24 s 44 |

## 400 m
| Rang | Pays ou continent  | Athlète           | Performance |
| ---- | ------------------ | ----------------- | ----------- |
| 1    | Amériques          | Roberto Hernández | 44 s 58     |
| 2    | Allemagne de l'Est | Jens Carlowitz    | 44 s 86     |
| 3    | Afrique            | Gabriel Tiacoh    | 44 s 97     |
| 4    | Asie               | Mohammed AI-Malky | 45 s 26     |
| 5    | États-Unis         | Antonio Pettigrew | 45 s 30     |
| 6    | Espagne            | Cayetano Cornet   | 45 s 61     |
| 7    | Europe             | Edgar Itt         | 45 s 69     |
| 8    | Océanie            | Mark Garner       | 46 s 08     |
| 9    | Royaume-Uni        | Derek Redmond     | 46 s 68     |

| Rang | Pays ou continent  | Athlète            | Performance |
| ---- | ------------------ | ------------------ | ----------- |
| 1    | Amériques          | Ana Fidelia Quirot | 50 s 60     |
| 2    | Allemagne de l'Est | Grit Breuer        | 50 s 67     |
| 3    | Afrique            | Falilat Ogunkoya   | 51 s 67     |
| 4    | États-Unis         | Rochelle Stevens   | 52 s 16     |
| 5    | Union soviétique   | Yelena Ruzina      | 52 s 48     |
| 6    | Espagne            | Maria Julia Merino | 53 s 63     |
| 7    | Asie               | Shiny Abraham      | 53 s 80     |
| 8    | Océanie            | Kathy Sambell      | 53 s 92     |
| 9    | Europe             | Marie-José Pérec   | disq.       |

## 800 m
| Rang | Pays ou continent  | Athlète           | Temps         |
| ---- | ------------------ | ----------------- | ------------- |
| 1    | Royaume-Uni        | Tom McKean        | 1 min 44 s 95 |
| 2    | Allemagne de l'Est | Jens-Peter Herold | 1 min 45 s 04 |
| 3    | Afrique            | Nixon Kiprotich   | 1 min 45 s 08 |
| 4    | États-Unis         | Michael Macinko   | 1 min 46 s 47 |
| 5    | Océanie            | Simon Doyle       | 1 min 46 s 67 |
| 6    | Amériques          | Karin Toledo Luis | 1 min 47 s 21 |
| 7    | Europe             | Ari Suhonen       | 1 min 47 s 45 |
| 8    | Espagne            | Tomas de Teresa   | 1 min 47 s 94 |
| 9    | Asie               | Isidro del Prado  | 1 min 53 s 83 |

| Rang | Pays ou continent  | Athlète             | Performance   |
| ---- | ------------------ | ------------------- | ------------- |
| 1    | Amériques          | Ana Fidelia Quirot  | 1 min 54 s 44 |
| 2    | Allemagne de l'Est | Sigrun Wodars       | 1 min 55 s 70 |
| 3    | Europe             | Doina Melinte       | 1 min 56 s 55 |
| 4    | Union soviétique   | Dalia Matuseviciene | 1 min 57 s 27 |
| 5    | Espagne            | Maria Teresa Zúñiga | 1 min 58 s 49 |
| 6    | Asie               | Sun Sumei           | 1 min 58 s 56 |
| 7    | Afrique            | Hassiba Boulmerka   | 2 min 00 s 21 |
| 8    | Océanie            | Kerrie Baumgartner  | 2 min 01 s 58 |
| 9    | États-Unis         | Joetta Clark        | 2 min 01 s 94 |

## 1 500 m
| Rang | Pays ou continent  | Athlète             | Performance   |
| ---- | ------------------ | ------------------- | ------------- |
| 1    | Afrique            | Abdi Bile           | 3 min 35 s 56 |
| 2    | Royaume-Uni        | Sebastian Coe       | 3 min 35 s 79 |
| 3    | Allemagne de l'Est | Jens-Peter Herold   | 3 min 35 s 87 |
| 4    | Europe             | Gennaro Di Napoli   | 3 min 36 s 65 |
| 5    | Océanie            | Dean Paulin         | 3 min 38 s 84 |
| 6    | Espagne            | Fermin Cacho        | 3 min 40 s 34 |
| 7    | États-Unis         | Terrance Herrington | 3 min 40 s 88 |
| 8    | Amériques          | Edgar de Oliveira   | 3 min 41 s 59 |
| 9    | Asie               | Shigeki Nakayama    | 3 min 43 s 23 |

| Rang | Pays ou continent  | Athlète                | Performance   |
| ---- | ------------------ | ---------------------- | ------------- |
| 1    | Europe             | Paula Ivan             | 4 min 18 s 60 |
| 2    | Union soviétique   | Yekaterina Podkopayeva | 4 min 19 s 44 |
| 3    | Allemagne de l'Est | Yvonne Mai             | 4 min 20 s 30 |
| 4    | Espagne            | Montserrat Pujol       | 4 min 21 s 17 |
| 5    | Afrique            | Fatima Aouam           | 4 min 21 s 19 |
| 6    | Asie               | Feng Yanbo             | 4 min 23 s 54 |
| 7    | Amériques          | Rita de Jesus          | 4 min 25 s 55 |
| 8    | Océanie            | Elizabeth Rose         | 4 min 26 s 49 |
| 9    | États-Unis         | Regina Jacobs          | 4 min 30 s 78 |

## 3 000 m
| Rang | Pays ou continent  | Athlète             | Performance   |
| ---- | ------------------ | ------------------- | ------------- |
| 1    | Europe             | Yvonne Murray       | 8 min 44 s 32 |
| 2    | Union soviétique   | Tatyana Pozdnyakova | 8 min 49 s 42 |
| 3    | États-Unis         | PattiSue Plumer     | 8 min 54 s 33 |
| 4    | Allemagne de l'Est | Ellen Kiessling     | 8 min 54 s 50 |
| 5    | Afrique            | Helen Kimaiyo       | 8 min 55 s 35 |
| 6    | Espagne            | Estela Estevez      | 9 min 08 s 17 |
| 7    | Asie               | Wang Yongmei        | 9 min 08 s 65 |
| 8    | Amériques          | Silvana Pereira     | 9 min 14 s 22 |
| 9    | Océanie            | Maree McDonagh      | 9 min 25 s 34 |

## 5 000 m
| Rang | Pays ou continent  | Athlète            | Temps          |
| ---- | ------------------ | ------------------ | -------------- |
| 1    | Afrique            | Said Aouita        | 13 min 23 s 14 |
| 2    | Europe             | John Doherty       | 13 min 25 s 39 |
| 3    | Espagne            | Jose Luis Carreira | 13 min 25 s 94 |
| 4    | Royaume-Uni        | Jack Buckner       | 13 min 26 s 89 |
| 5    | Asie               | Wang Helin         | 13 min 45 s 58 |
| 6    | Allemagne de l'Est | Uwe Pflugner       | 13 min 46 s 84 |
| 7    | Océanie            | Andrew Lloyd       | 13 min 54 s 92 |
| 8    | États-Unis         | Keith Brantly      | 14 min 05 s 14 |
| 9    | Amériques          | Ignacio Fragoso    | 14 min 22 s 88 |

## 10 000 m
| Rang | Pays ou continent  | Athlète            | Temps          |
| ---- | ------------------ | ------------------ | -------------- |
| 1    | Europe             | Salvatore Antibo   | 28 min 05 s 26 |
| 2    | Afrique            | Addis Abebe        | 28 min 06 s 43 |
| 3    | Espagne            | Antonio Prieto     | 28 min 07 s 42 |
| 4    | Asie               | Haruo Urata        | 28 min 08 s 32 |
| 5    | Amériques          | Rolando Vera       | 28 min 11 s 19 |
| 6    | Océanie            | Stephen Moneghetti | 28 min 16 s 83 |
| 7    | États-Unis         | Keith Brantly      | 28 min 37 s 59 |
| 8    | Royaume-Uni        | Gary Staines       | 28 min 39 s 50 |
| 9    | Allemagne de l'Est | Andre Wessel       | 29 min 02 s 28 |

| Rang | Pays ou continent  | Athlète             | Performance   |
| ---- | ------------------ | ------------------- | ------------- |
| 1    | Allemagne de l'Est | Kathrin Ullrich     | 31 min 33 s92 |
| 2    | Europe             | Ingrid Kristiansen  | 31 min 42 s01 |
| 3    | Union soviétique   | Natalya Sorokivskya | 32 min 15 s53 |
| 4    | États-Unis         | Nan Davis           | 32 min 23 s09 |
| 5    | Afrique            | Jane Ngotho         | 32 min 49 s81 |
| 6    | Amériques          | Carmen de Oliveira  | 33 min 05 s99 |
| 7    | Océanie            | Marguerite Buist    | 33 min 47 s83 |
| 8    | Espagne            | Marina Prat         | 34 min 14 s10 |

## 110 m haies/100 m haies
| Rang | Pays ou continent  | Athlète            | Temps   |
| ---- | ------------------ | ------------------ | ------- |
| 1    | États-Unis         | Roger Kingdom      | 12 s 87 |
| 2    | Royaume-Uni        | Colin Jackson      | 12 s 95 |
| 3    | Amériques          | Emilio Valle       | 13 s 21 |
| 4    | Allemagne de l'Est | Holger Pohland     | 13 s 50 |
| 5    | Espagne            | Javier Moracho     | 13 s 83 |
| 6    | Asie               | Toshihiko Iwasaki  | 14 s 00 |
| 7    | Afrique            | Ikechukwu Mbadugha | 14 s 05 |
| 8    | Océanie            | John Caliguri      | 14 s 18 |
| 9    | Europe             | Tomasz Nagorka     | DNS     |

- Cette course a eu lieu avec un vent supérieur à la limite autorisée pour l'homologation des temps.

| Rang | Pays ou continent  | Athlète               | Temps   |
| ---- | ------------------ | --------------------- | ------- |
| 1    | Allemagne de l'Est | Cornelia Oschkenat    | 12 s 60 |
| 2    | Union soviétique   | Ludmila Narozhilenko  | 12 s 80 |
| 3    | États-Unis         | Lynda Tolbert         | 12 s 86 |
| 4    | Amériques          | Odalys Adams          | 12 s 86 |
| 5    | Europe             | Claudia Zackiewicz    | 12 s 96 |
| 6    | Asie               | Liu Huajin            | 13 s 43 |
| 7    | Espagne            | Maria José Mardomingo | 13 s 76 |
| 8    | Afrique            | Yasmina Azzizi        | 13 s 99 |
| 9    | Océanie            | Helen Pirovano        | 14 s 91 |

## 400 m haies
| Rang | Pays ou continent  | Athlète          | Temps   |
| ---- | ------------------ | ---------------- | ------- |
| 1    | États-Unis         | David Patrick    | 48 s 74 |
| 2    | Afrique            | Henry Amike      | 49 s 24 |
| 3    | Royaume-Uni        | Kriss Akabusi    | 49 s 42 |
| 4    | Europe             | Josef Kucej      | 49 s 73 |
| 5    | Espagne            | José Alonso      | 50 s 09 |
| 6    | Amériques          | John Graham      | 50 s 20 |
| 7    | Océanie            | Leigh Miller     | 50 s 36 |
| 8    | Allemagne de l'Est | Hans-Jurgen Ende | 51 s 47 |
| 9    | Asie               | Jasem Al-Dowaila | DNS     |

| Rang | Pays ou continent  | Athlète               | Performance |
| ---- | ------------------ | --------------------- | ----------- |
| 1    | États-Unis         | Sandra Farmer-Patrick | 53 s 84     |
| 2    | Union soviétique   | Tatyana Ledovskaya    | 54 s 68     |
| 3    | Europe             | Sally Gunnell         | 55 s 25     |
| 4    | Allemagne de l'Est | Petra Krug            | 55 s 56     |
| 5    | Asie               | Chen Dongmei          | 57 s 40     |
| 6    | Espagne            | Esther Lahoz          | 58 s 56     |
| 7    | Amériques          | Liliana Chala         | 59 s 00     |
| 8    | Océanie            | Helen Graham          | 61 s 11     |
| 9    | Afrique            | Marie Womplou         | 62 s 03     |

## 3 000 m steeple
| Rang | Pays ou continent  | Athlète                 | Performance   |
| ---- | ------------------ | ----------------------- | ------------- |
| 1    | Afrique            | Julius Kariuki          | 8 min 20 s 84 |
| 2    | Europe             | Alessandro Lambruschini | 8 min 21 s 75 |
| 3    | Allemagne de l'Est | Hagen Melzer            | 8 min 23 s 21 |
| 4    | États-Unis         | Brian Diemer            | 8 min 24 s 52 |
| 5    | Royaume-Uni        | Tom Hanlon              | 8 min 28 s 34 |
| 6    | Amériques          | Adaúto Domingues        | 8 min 28 s 65 |
| 7    | Espagne            | Benito Nogales          | 8 min 28 s 91 |
| 8    | Asie               | Hiroyuki Itabashi       | 8 min 38 s 69 |
| 9    | Océanie            | Michael Inwood          | 8 min 46 s 51 |

## Saut en hauteur
| Rang | Pays ou continent  | Athlète          | Performance |
| ---- | ------------------ | ---------------- | ----------- |
| 1    | Europe             | Patrik Sjöberg   | 2,34 m      |
| 2    | Royaume-Uni        | Dalton Grant     | 2,31 m      |
| 3    | Amériques          | Javier Sotomayor | 2,25 m      |
| 4    | Allemagne de l'Est | Gerd Wessig      | 2,20 m      |
| 4    | Asie               | Liu Yunpeng      | 2,20 m      |
| 6    | États-Unis         | Brian Brown      | 2,20 m      |
| 7    | Espagne            | Gustavo Becker   | 2,20 m      |
| 7    | Océanie            | Ian Garrett      | 2,20 m      |
| 9    | Afrique            | Othmane Belfaa   | 2,20 m      |

| Rang | Pays ou continent  | Athlète        | Performance |
| ---- | ------------------ | -------------- | ----------- |
| 1    | Amériques          | Silvia Costa   | 2,04 m      |
| 2    | Union soviétique   | Tamara Bykova  | 1,97 m      |
| 3    | Europe             | Alina Astafei  | 1,94 m      |
| 4    | Allemagne de l'Est | Heike Balck    | 1,94 m      |
| 5    | États-Unis         | Jan Wohlschlag | 1,91 m      |
| 5    | Asie               | Jin Ling       | 1,91 m      |
| 7    | Afrique            | Lucienne N’Da  | 1,80 m      |
| 8    | Océanie            | Gai Kapernick  | 1,80 m      |
| 9    | Espagne            | Isabel Mozun   | 1,75 m      |

## Saut en longueur
| Rang | Pays ou continent  | Athlète          | Performance |
| ---- | ------------------ | ---------------- | ----------- |
| 1    | États-Unis         | Larry Myricks    | 8,29 m      |
| 2    | Afrique            | Yusuf Alli       | 8,00 m      |
| 3    | Royaume-Uni        | Stewart Faulkner | 7,84 m      |
| 4    | Europe             | Emiel Mellaard   | 7,82 m      |
| 5    | Allemagne de l'Est | Marco Delonge    | 7,82 m      |
| 6    | Asie               | Chen Zunrong     | 7,63 m      |
| 7    | Espagne            | Antonio Corgos   | 7,06 m      |
| 8    | Amériques          | Jaime Jefferson  | 6,52 m      |
| 9    | Océanie            | Clint Harvey     | NM          |

| Rang | Pays ou continent  | Athlète            | Performance |
| ---- | ------------------ | ------------------ | ----------- |
| 1    | Union soviétique   | Galina Chistyakova | 7,10 m      |
| 2    | Europe             | Marieta Ilcu       | 6,71 m      |
| 3    | Océanie            | Nicole Boegman     | 6,64 m      |
| 4    | Allemagne de l'Est | Helga Radtke       | 6,54 m      |
| 5    | Asie               | Xiong Qiying       | 6,51 m      |
| 6    | États-Unis         | Claire Connor      | 6,30 m      |
| 7    | Amériques          | Eloina Echevarria  | 6,22 m      |
| 8    | Afrique            | Chioma Ajunwa      | 6,14 m      |
| 9    | Espagne            | Isabel Lopez       | 6,00 m      |

## Saut à la perche
| Rang | Pays ou continent  | Athlète         | Performance |
| ---- | ------------------ | --------------- | ----------- |
| 1    | Europe             | Philippe Collet | 5,75 m      |
| 2    | États-Unis         | Tim Bright      | 5,70 m      |
| 3    | Allemagne de l'Est | Uwe Langhammer  | 5,55 m      |
| 4    | Espagne            | Javier Garcia   | 5,50 m      |
| 5    | Océanie            | Simon Arkell    | 5,45 m      |
| 6    | Asie               | Liang Xueren    | 5,40 m      |
| 7    | Royaume-Uni        | Andy Ashurst    | 5,40 m      |
| 8    | Amériques          | Douglas Wood    | 5,20 m      |
| 9    | Afrique            | Sami Si Mohamed | 4,60 m      |

## Triple saut
| Rang | Pays ou continent  | Athlète             | Performance |
| ---- | ------------------ | ------------------- | ----------- |
| 1    | États-Unis         | Mike Conley         | 17,49 m     |
| 2    | Europe             | Vladimir Inozemtsev | 17,31 m     |
| 3    | Royaume-Uni        | Jonathan Edwards    | 17,28 m     |
| 4    | Allemagne de l'Est | Jörg Friess         | 16,85 m     |
| 5    | Asie               | Chen Yanping        | 16,52 m     |
| 6    | Afrique            | Eugene Koranteng    | 16,46 m     |
| 7    | Amériques          | Jorge Reyna         | 16,19 m     |
| 8    | Océanie            | Mathew Sweeney      | 15,72 m     |
| 9    | Espagne            | Mario Quintero      | 15,64 m     |

## Lancer du disque
| Rang | Pays ou continent  | Athlète            | Performance |
| ---- | ------------------ | ------------------ | ----------- |
| 1    | Allemagne de l'Est | Jürgen Schult      | 67,12 m     |
| 2    | Amériques          | Luis Delís         | 66,72 m     |
| 3    | Europe             | Rolf Danneberg     | 65,30 m     |
| 4    | États-Unis         | Kamy Keshmiri      | 61,40 m     |
| 5    | Océanie            | Paul Nandapi       | 58,32 m     |
| 6    | Espagne            | David Martínez     | 57,46 m     |
| 7    | Royaume-Uni        | Paul Mardle        | 56,52 m     |
| 8    | Asie               | Hu Tao             | 54,72 m     |
| 9    | Afrique            | Hassan Ahmed Hamad | 52,26 m     |

| Rang | Pays ou continent  | Athlète              | Performance |
| ---- | ------------------ | -------------------- | ----------- |
| 1    | Allemagne de l'Est | Ilke Wyludda         | 71,54 m     |
| 2    | Asie               | Hou Xuemei           | 66,04 m     |
| 3    | Amériques          | Maritza Martén       | 65,40 m     |
| 4    | Europe             | Tsvetanka Khristova  | 61,96 m     |
| 5    | Union soviétique   | Olga Davydova        | 61,46 m     |
| 6    | Océanie            | Lisa-Marie Vizaniari | 57,92 m     |
| 7    | États-Unis         | Connie Price         | 52,90 m     |
| 8    | Espagne            | Sonia Godall         | 48,54 m     |
| 9    | Afrique            | Zoubida Laayouni     | 48,34 m     |

## Lancer du poids
| Rang | Pays ou continent  | Athlète               | Performance |
| ---- | ------------------ | --------------------- | ----------- |
| 1    | Allemagne de l'Est | Ulf Timmermann        | 21,68 m     |
| 2    | Europe             | Werner Günthör        | 21,40 m     |
| 3    | États-Unis         | Randy Barnes          | 21,10 m     |
| 4    | Amériques          | Gert Weil             | 19,25 m     |
| 5    | Royaume-Uni        | Simon Williams        | 18,49 m     |
| 6    | Océanie            | John Minns            | 18,38 m     |
| 7    | Asie               | Ma Yongfeng           | 18,20 m     |
| 8    | Afrique            | Ahmed Mohamed Ashoush | 17,40 m     |
| 9    | Espagne            | Matias Jimenez        | 16,14 m     |

| Rang | Pays ou continent  | Athlète            | Performance |
| ---- | ------------------ | ------------------ | ----------- |
| 1    | Chine              | Huang Zhihong      | 20,73 m     |
| 2    | Allemagne de l'Est | Heike Hartwig      | 20,62 m     |
| 3    | Europe             | Claudia Losch      | 20,10 m     |
| 4    | Union soviétique   | Natalya Lisovskaya | 19,76 m     |
| 5    | Amériques          | Belsis Laza        | 19,02 m     |
| 6    | États-Unis         | Ramona Pagel       | 18,77 m     |
| 7    | Espagne            | Margarita Ramos    | 15,61 m     |
| 8    | Océanie            | Astra Vitols       | 14,67 m     |
| 9    | Afrique            | Hanane Khaled      | 13,26 m     |

## Lancer du marteau
| Rang | Pays ou continent  | Athlète          | Performance |
| ---- | ------------------ | ---------------- | ----------- |
| 1    | Europe             | Heinz Weis       | 77,68 m     |
| 2    | États-Unis         | Lance Deal       | 76,38 m     |
| 3    | Allemagne de l'Est | Ralf Haber       | 76,28 m     |
| 4    | Asie               | Bi Zhong         | 70,50 m     |
| 5    | Amériques          | Eladio Hernández | 68,86 m     |
| 6    | Océanie            | Phillip Spivey   | 68,40 m     |
| 7    | Royaume-Uni        | Shane Peacock    | 67,68 m     |
| 8    | Afrique            | Hakim Toumi      | 67,62 m     |
| 9    | Espagne            | Anton Godall     | 62,50 m     |

## Lancer du javelot
| Rang | Pays ou continent  | Athlète              | Performance |
| ---- | ------------------ | -------------------- | ----------- |
| 1    | Royaume-Uni        | Steve Backley        | 85,90 m     |
| 2    | Asie               | Kazuhiro Mizoguchi   | 82,56 m     |
| 3    | Allemagne de l'Est | Volker Hadwich       | 80,30 m     |
| 4    | États-Unis         | Michael Barnett      | 78,28 m     |
| 5    | Amériques          | Ramón González       | 78,02 m     |
| 6    | Europe             | Sigurður Einarsson   | 73,54 m     |
| 7    | Océanie            | John Stapylton-Smith | 71,06 m     |
| 8    | Afrique            | Pius Bazighe         | 65,66 m     |
| 9    | Espagne            | Enrique Bassols      | 64,24 m     |

| Rang | Pays ou continent  | Athlète             | Performance |
| ---- | ------------------ | ------------------- | ----------- |
| 1    | Allemagne de l'Est | Petra Felke         | 70,32 m     |
| 2    | Asie               | Zhang Li            | 61,50 m     |
| 3    | Amériques          | Laverne Eve         | 60,32 m     |
| 4    | Europe             | Brigitte Graune     | 59,76 m     |
| 5    | Union soviétique   | Natalya Yermolovich | 57,52 m     |
| 6    | États-Unis         | Donna Mayhew        | 55,38 m     |
| 7    | Océanie            | Kaye Nordstrom      | 53,26 m     |
| 8    | Afrique            | Chinweoke Chikwelu  | 49,08 m     |
| 9    | Espagne            | Natividad Vizcaino  | 46,48 m     |

## 4 × 100 m relais
| Rang | Pays ou continent  | Athlètes                                                                  | Temps   |
| ---- | ------------------ | ------------------------------------------------------------------------- | ------- |
| 1    | États-Unis         | Andre Cason Tony Dees Daron Council Slip Watkins                          | 38 s 29 |
| 2    | Royaume-Uni        | Clarence Callender John Regis Marcus Adam Linford Christie                | 38 s 34 |
| 3    | Europe             | Max Morinière Gilles Quénéhervé Bruno Marie-Rose Daniel Sangouma          | 38 s 47 |
| 4    | Afrique            | Amadou M'Baye Olapade Adeniken Chidi Imoh Davidson Ezinwa                 | 38 s 81 |
| 5    | Allemagne de l'Est | Sven Matthes Steffen Bringmann Torsten Heimrath Steffen Görmer            | 39 s 02 |
| 6    | Amériques          | Sérgio Menezes Félix Stevens Joel Isasi Andrés Simón                      | 39 s 07 |
| 7    | Océanie            | Shane Naylor David Dworjanyn Steve McBain Tim Jackson                     | 39 s 20 |
| 8    | Asie               | Koji Kurihara Susumu Takano Kenji Yamauchi Takahiro Kasahara              | 39 s 32 |
| 9    | Espagne            | Florencio Gascón Miguel Ángel García Valentín Rocandio José Javier Arqués | 39 s 69 |

| Rang | Pays ou continent  | Athlètes                                                           | Temps   |
| ---- | ------------------ | ------------------------------------------------------------------ | ------- |
| 1    | Allemagne de l'Est | Kerstin Behrendt Sabine Günther Silke Möller Cornelia Oschkenat    | 42 s 21 |
| 2    | Union soviétique   | Natalya Kovtun Galina Malchugina Tatyana Papilina Natalya Voronova | 42 s 76 |
| 3    | États-Unis         | Sheila Echols Esther Jones Dawn Sowell Wendy Vereen                | 42 s 83 |
| 4    | Amériques          | Odalys Adams Pauline Davis Grace Jackson Liliana Allen             | 43 s 58 |
| 5    | Espagne            | Sandra Myers Yolanda Díaz Cristina Castro Ana Barrenechea          | 44 s 62 |
| 6    | Asie               | Zhang Caihua Liu Shaomei Zhang Xiaoqiong Ge Weidong                | 44 s 91 |
| -    | Afrique            | Tina Iheagwam Mary Onyali Beatrice Utondu Rufina Uba               | DNF     |
| -    | Océanie            | Susanne Broadrick Helen Pirovano Melinda Gainsford Kathy Sambell   | DSQ     |
| -    | Europe             | Françoise Leroux Laurence Bily Odiah Sidibé Patricia Girard        | DSQ     |

## 4 × 400 m relais
| Rang | Pays ou continent  | Athlètes                                                                  | Performance  |
| ---- | ------------------ | ------------------------------------------------------------------------- | ------------ |
| 1    | Amériques          | Lazaro Martínez Sérgio Franco de Menezês Howard Burnett Roberto Hernández | 3 min 0 s 65 |
| 2    | États-Unis         | Clarence Daniel Oliver Bridges Raymond Pierre Antonio Pettigrew           | 3 min 0 s 99 |
| 3    | Afrique            | Simon Kipkemboi Patrick Sang David Kitur Gabriel Tiacoh                   | 3 min 1 s 88 |
| 4    | Royaume-Uni        | Derek Redmond Kriss Akabusi Todd Bennett Philip Brown                     | 3 min 2 s 64 |
| 5    | Allemagne de l'Est | Volker Thiel Karsten Just Jens Carlowitz Thomas Schönlebe                 | 3 min 2 s 73 |
| 6    | Europe             | Norbert Dobeleit Vladimir Krylov Edgar Itt Roberto Ribaud                 | 3 min 2 s 95 |
| 7    | Océanie            | Leigh Miller Mark Rosenberg Steve Perry Mark Garner                       | 3 min 4 s 88 |
| 8    | Espagne            | Manuel Moreno Cayetano Cornet Moisés Fernández José Luis Palacios         | 3 min 5 s 26 |
| 9    | Asie               | Mohammed Al-Malki Zhao Cunlin Ibrahim Ismail Muftah Isidro del Prado      | 3 min 5 s 63 |

| Rang | Pays ou continent  | Athlètes                                                                 | Performance   |
| ---- | ------------------ | ------------------------------------------------------------------------ | ------------- |
| 1    | Amériques          | Charmaine Crooks Grace Jackson Pauline Davis-Thompson Ana Fidelia Quirot | 3 min 23 s 05 |
| 2    | Allemagne de l'Est | Annett Hesselbarth Katrin Schreiter Christine Wachtel Grit Breuer        | 3 min 23 s 97 |
| 3    | Union soviétique   | Lyudmyla Dzhyhalova Yelena Golesheva Marina Shmonina Yelena Ruzina       | 3 min 26 s 15 |
| 4    | États-Unis         | Celena Mondie-Milner Rochelle Stevens Jearl Miles-Clark Terri Dendy      | 3 min 27 s 29 |
| 5    | Afrique            | Falilat Ogunkoya Aissatou Tandian Fatima Yusuf Airat Bakare              | 3 min 29 s 76 |
| 6    | Océanie            | Maree Holland Kerrie Baumgartner Kathy Sambell Tania Van Heer            | 3 min 33 s 72 |
| 7    | Asie               | Chen Dongmei Shiny Abraham Sun Sumei Josephine Mary Singarayar           | 3 min 34 s 54 |
| 8    | Espagne            | Maite Zúñiga Julia Merino Gregoria Ferrer Alicia Echenique               | 3 min 36 s 50 |
| 9    | Europe             | Marie-José Pérec Anita Protti Judit Forgacs Linda Keough                 | DSQ           |

## Légende
Records et Performances
- AR : Record continental (area record)
- CR : Record des championnats (championship record)
- MR : Record du meeting (meet record)
- NR : Record national (national record)
- OR : Record olympique (olympic record)
- PR : Record paralympique (paralympic record)
- PB : Record personnel (personal best)
- SB : Meilleure performance personnelle de la saison (season's best)
- WL : Meilleure performance mondiale de l'année (world leader)
- WJR : Record du monde junior (world junior record)
- WR : Record du monde (world record)

Circonstances et Conditions
- DNF : N'a pas terminé (did not finish)
- DNS : N'a pas pris le départ (did not start)
- DQ : Disqualification (disqualification)
- NM : Aucun essai valable enregistré (No Mark)
- Q : Qualifié « directement » au prochain tour (ou à la prochaine compétition), lors d'une compétition majeure, grâce au classement ou à la réalisation des minima (automatic qualifier)
- q : Qualifié au prochain tour (ou à la prochaine compétition), lors d'une compétition majeure, grâce au repêchage ou à la réalisation de l'une des meilleures performances parmi celles des « non qualifiés directement » (grâce au meilleur temps ou à la meilleure distance par exemple) (secondary qualifier)